# Adrastus montanus
Adrastus montanus là một loài bọ cánh cứng trong họ Elateridae. Loài này được Scopoli miêu tả khoa học năm 1763.